# 2016 в Україні

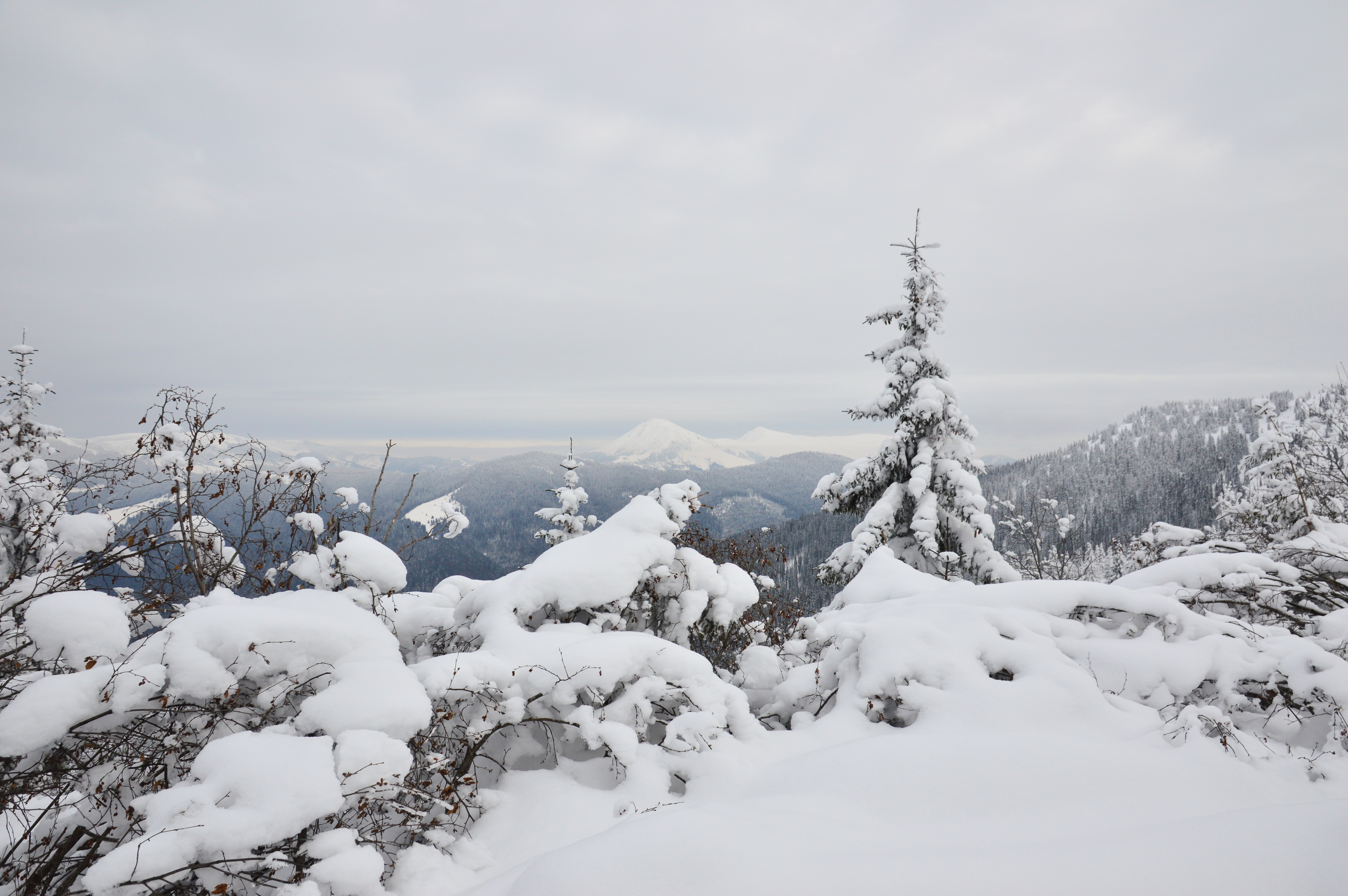
Україна взимку 2016 року

2016 в Україні — це перелік головних подій, що відбулись у 2016 році в Україні. Також подано список відомих осіб, що померли в 2016 році. Крім того, зібрано список пам'ятних дат та ювілеїв 2016 року. 

## Проголошений як
Рік англійської мови в Україні

## Річниці

### Річниці заснування, відвідування, подій

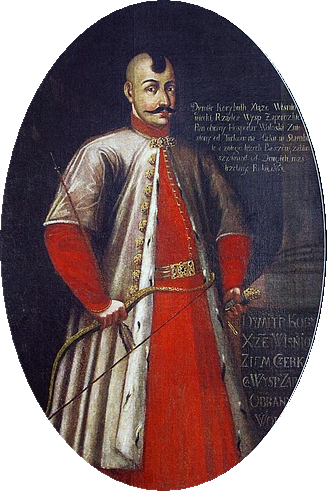
Князь Дмитро Вишневецький

- 500 років від дня народження Дмитра Вишневецького (бл. 1516 — жовтень 1563) — князя, першого гетьмана Запорізької Січі.
- серпень-вересень — 100 років із часу героїчних боїв на Лисоні (1916).

### Річниці від дня народження
- 17 (за іншими даними — 16) квітня — 200 років від дня народження українського поета, драматурга, публіциста, священика, громадського діяча Рудольфа Моха (1816—1882).
- 30 жовтня — 150 років від дня народження українського фольклориста, етнографа, культурного діяча Луки Гарматія (1866—1924).
- 22 січня — 100 років від дня народження українського художника театру, живописця Данило Нарбута
- 21 листопада — 100 років від дня народження українського актора та режисера, народного артиста України Ярослава Геляса (1916—1992).

## Події

### Січень
- Президент України Петро Порошенко заявив, що підписав у цьому році контракт, за яким передав свою частку в корпорації Roshen незалежному трасту.[1]
- Завдяки «закону Савченко», продажний суддя Ігор Зварич звільнений з в'язниці в січні 2016 року, хоча був засуджений до 10 років позбавлення волі у 2011 році. Незабаром після того, як рішення про його звільнення було прийнято, сотні ув'язнених, включаючи вбивць, ґвалтівників та грабіжників, звернувся до суду про дострокове звільнення.[2]
- 11 січня — Президент України Петро Порошенко відвідав Тернопільську область.

### Травень
15 травня співачка Джамала виборола перемогу на пісенному конкурсі Євробачення.

### Липень
- 15—17 липня — Всеукраїнська та молодіжні прощі до Зарваниці.[3]

### Серпень
- 6—7 серпня — в урочищі «Бичова» біля Монастириська відбувся XVII Всеукраїнський фестиваль лемківської культури «Дзвони Лемківщини»[4]

### Вересень
- 4 вересня — на Бережанщині відзначили 100-річчя боїв за гору Лисоню.[5]
- 20 вересня — у Зарваницькому духовному центрі відбувся конгрес делегатів 20 найбільших Марійських духовних центрів Європи.[6]

### Грудень
- 14 грудня — Президент України Петро Порошенко відвідав Чортків та Бучач.[7]

## Створено, засновано
- 27 липня — указом[8] Президента України в Тернопільській області створено:
  - Ваканци — ботанічний заказник загальнодержавного значення в Кременецькому і Шумському районах;
  - Під конем — ботанічний заказник загальнодержавного значення поблизу села Носів Підгаєцького району;
  - Товтровий степ — ландшафтний заказник загальнодержавного значення в Підволочиському районі.

## Зникли
- Відповідно до Законів України про декомунізацію, в Україні знесено низку пам'ятників Леніну та іншим комуністичним діячам (див.: Хронологія Ленінопаду (2016))

## Особи

### Померли
- 31 січня — український учений в галузі фізики, педагог, громадський діяч, ректор Тернопільського державного технічного університету імені Івана Пулюя у 1991—2007 рр. Олег Шаблій (нар. 1935 в с. Чернихів Зборівського району).[9]
- 26 липня — український архівіст, педагог, краєзнавець, громадсько-культурний діяч, літератор, Богдан-Роман Хаварівський (нар. 1948 в с. Гумниська Теребовлянського району), похований 27 липня на Микулинецькому цвинтарі біля меморіалу жертв політичних репресій.[10].